# Bala Murghab (distrikt)
Bala Murghab är ett distrikt i Afghanistan. Det ligger i provinsen Badghis, i den nordvästra delen av landet, 500 km väster om huvudstaden Kabul. Administrativt centrum är staden Bala Murghab.
Distriktet beräknades år 2022 ha cirka 114 000 invånare.